# Kendalsari (Sumobito)
Kendalsari is een bestuurslaag in het regentschap Jombang van de provincie Oost-Java, Indonesië. Kendalsari telt 3668 inwoners (volkstelling 2010).